# Израил Нестев
Израил Владимирович Нестев (на руски: Израиль Владимирович Нестьев) е руски музиколог, доктор по история на изкуството, професор в Московската консерватория, Заслужил деец на изкуството на РСФСР.

## Семейство
Семейството, в което се ражда Израил, е от еврейски произход. Родителите му са Владимир Исаакович Нестев, роден през 1877 г. и Есфир Иосифовна Мирская, родена през 1884 г. Сестра му Мира Владимировна Нестева е родена през 1915 г. И тримата са застреляни от германците през декември 1941 г. заради еврейския си произход.
Израил се жени за Фрида Семьоновна Балагул. През 1938 г. се ражда дъщеря им Марина. По-късно Марина Израилевна Нестева завършва Московската консерватория и става музиколог, музикален и театрален критик, Заслужил артист на Русия, член на Съюза на руските композитори и Съюза на театралните работници на Русия. Автор е на множество статии за развитието на съветската музикална култура, музикалния театър и творчеството на съвременни композитори.
През 1946 г. се ражда синът им Владимир Израилевич Нестев. Той става изтоковед, специалист по Япония, журналист, политолог и преводач от английски език. Около 25 години работи в Института за научна информация за социалните науки към Академията на науките на СССР, в отдела за азиатски и африкански страни. Публикува много статии в „Руски музикален вестник“. Превежда автобиографията на Рудолф Нуреев.
Внучката му Хана Нестева е поетеса и преводач, автор на хайку и ренга на руски, английски и иврит. Родена е през 1975 г. в Москва, а от 1995 г. живее в Йерусалим. Публикува в алманаси и периодични издания в Русия, Япония, Полша и САЩ. Печели една от първите награди от Втория всерусийски конкурс по хайку.

## Биография
Израил Владимирович Нестев е роден на 4 (17) април 1911 г. в град Керч на полуостров Крим, в еврейското семейство на Владимир Исаакович и Есфир Иосифовна Нестеви.
Момчето рано проявява способности в две направления – литература и музика. Започва кариерата си още през 1926 г. като литературен сътрудник на вестник „Красная Керчь“. Петнадесетгодишен работи и в киното, където съпровожда на пиано излъчването на неми филми. От 1928 до 1932 г., докато работи в местната младежка преса и радиото в Тифлис (днес Тбилиси), учи пиано в Тифлиската консерватория.
През 1937 г. завършва историко-теоретичния факултет в Московската консерватория, а през 1940 г. защитава аспирантура, с ръководител Валентин Ферман. Предмет на особен интерес за него представлява творчеството на Сергей Прокофиев, на когото е посветена и темата на дисертацията му. От 1936 г. той преподава история на музиката в редица академични институции. По същото време ръководи отдел във вестник „Музика“. В периода 1939 – 1941 г. е изпълнителен секретар на списание „Съветска музика“. През 1941 г. пише монография, посветена на творчеството на Прокофиев по повод неговата 50-годишнина. Книгата вече е набрана, когато започва Великата отечествена война и тя остава неиздадена.
Нестев се жени за Фрида Семьоновна Балагул и през 1938 г. се ражда дъщеря им Марина. От началото на юли 1941 г. до ноември 1943 г. двете са евакуирани в Пенза, заедно с екипа от учители и ученици от Централното музикално училище към Московската консерватория.
През 1941 г. Нестев е мобилизиран и изпратен в 139-ти резервен зенитно-артилерийски полк с чин капитан. През октомври е изпратен да учи във Военния факултет на Московската консерватория в Саратов. Участва в работата на създадената концертна бригада, която изпълнява музикални програми в болниците.
През декември 1941 г., по време на масовото изтребление на керченските евреи, майката, бащата, 26-годишната по-малка сестра Мира на Израил, както и още петима негови роднини, са разстреляни от немците в село Багерово край Керч. През 1970 – 1980 г. той се бори активно за създаването на паметник при Багеровския ров, на мястото на унищожаването на евреите от Керч.
От дипломирането си през лятото на 1942 г. е в резерва на Главното политическо управление на Червената армия като инструктор по художествена самодейност към Централния дом на културата. Към края на войната става кореспондент на вестника на 13-та армия „Син на Родината“ на Брянския, Воронежкия, Централния и Първи украински фронт. По време на боевете в Полша е тежко ранен и награден с орден „Червена звезда“. След края на войната получава медала „За победата над Германия във Великата отечествена война 1941 – 1945“. На 06 април 1985 е награден и с орден за Отечествената война I степен.
Още преди да бъде демобилизиран, през 1945 г., защитава дисертация на тема „Творческият път на С. Прокофиев“. Това е важна крачка в кариерата му на музиколог, но съдбата на монографията се оказва сложна. Публикувана е през 1946 г. първо на английски в Ню Йорк, с предговор от Сергей Айзенщайн. Роза Прокофиева прави превода на английски, а предисловието на Айзенщайн е преведено от американския киновед Джей Лейда. Веднага след това е издадена и на френски език, а на руски излиза едва през 1957 г.
След края на войната, в продължение на 3 години е главен редактор в Управлението на музикални излъчвания на Всесъюзното радио. Властите в СССР обаче, не прощават на Нестев нито вниманието му към Прокофиев, нито задграничните му издания. В записка, изпратена до съратника на Сталин и председател на министерския съвет Георги Маленков, главният редактор на вестник „Съветско изкуство“ описва Нестев като „войнстващ формалист, търгуващ с произведенията си зад граница, космополит, продаващ Родината си“. Музикологът е уволнен като част от кампанията срещу „безродните космополити“ и започва работа като преподавател в Института на военните диригенти към Московската консерватория.
През 1954 – 1959 отново работи в списание „Съветска музика“, този път като заместник главен редактор. От 1960 г. е старши научен сътрудник в Института по история на изкуството към Министерството на културата на СССР, където дълги години ръководи сектора Музика на народите на СССР.
От 1956 г. преподава най-нова чуждестранна музика в Московската консерватория. През същата година става доцент, а от 1974 г. – професор в Московската консерватория, катедра по история на чуждестранната музика. През 1970 г. защитава докторантура, като представя дисертацията си „Бела Барток. Живот и изкуство". През 1991 г. е удостоен със званието заслужил деец на изкуството на РСФСР.
Израил Нестев умира на 19 април 1993 г. в Москва.

## Творчество
Изследователските интереси на Нестев обхващат широк кръг от научни проблеми – класическа руска и чуждестранна музика, съветско музикално изкуство. През 1946 г. излиза книгата му „Съветската масова песен“, три години по-късно – „„Мазепа“ от П. Чайковски ““, издадена още един път през 1959 г.
Сред неговите произведения главно място заемат монографиите за Сергей Прокофиев и други известни композитори от 20-ти век. Нестев, съвместно с Г. Я. Еделман, създава сборника „Сергей Прокофиев. 1953 – 1963. Статии и материали“, издаден два пъти – през 1962 и 1965 г. През 1963 г. излиза „Джакомо Пучини“ и две години по-късно е пуснато и второ издание. През 1967 година излиза „На границата между две столетия. Есета за чуждестранна музика от края на 19 – началото на 20 век". През 1969 издава „Бела Барток, 1881 – 1945: Живот и творби“., на следващата година – „Звезди на руската естрада“, чието второ издание е пуснато след още 4 години. Едно от главните му произведения е „Животът на Сергей Прокофиев“, издадена през 1973 г. Прави общата редакция и пише уводната статия на сборника „Ханс Айслер. Избрани статии“ (1962, 1973). Пише „Чуждестранната музика на XX век. Материали и документи“ (1975), под негова редакция е издаден 5-ти том на „История на музиката на народите на СССР" и пише уводната статия в него (1974).
През 1994 г. посмъртно са публикувани книгата му „Дягилев и музикалния театър на XX век“ и подготвените под негова редакция томове на „История на музиката на народите на СССР“ и многотомното издание „Музиката на 20-ти век“.

### Произведения[1][9]
- 1938 – „„Исламей" на Балакирев“
- 1940 – „За концерта за цигулка на А. Хачатурян“
- 1940 – „„Семьон Котко“ от С. Прокофиев“
- 1946 – „Съветската масова песен“
- 1949 – „„Мазепа“ от Чайковски“, второ издание 1959
- 1951 – „Руската съветска песен“
- 1952 – „За изразителността на музикалния образ“
- 1954 – „За националните специфики на музиката“ – в сборника „Съветска музика. Теоретични и критични статии“
- 1955 – „Пътят на Дунаевски“ – в същия сборник
- 1956 – „Пътят на търсенето“ (за Шостакович) – в същия сборник
- 1957 – „Прокофиев“
- 1959 – „Александър Шавердян – граждански критик“
- 1960 – „Йенуфа“ („Нейната доведена дъщеря“) от чешкия композитор Леош Яначек
- 1960 – „Бележки за Малер“
- 1961 – „Шимановски в Русия“
- 1961 – „Народната песен като основа на музикалното изкуство“
- 1962 – „Ханс Айслер и неговото песенно творчество“
- 1962 – „Как да разбираме музиката“, второ издание през 1965
- 1963 – „Джакомо Пучини“, второ издание през 1965
- 1964 – „И песен, и симфония“
- 1967 – „На границата между две столетия“
- 1967 – „Музиката от междувоенното двадесетилетие“
- 1967 – „Музика, родена от революцията“ – в сборника „Изкуството, родено от революцията“
- 1968 – „За музиката на устната традиция“ – в сборника „Руската художествена култура от края на XIX – началото на XX век“
- 1968 – „„Александър Невски“ от С. Прокофиев“
- 1968 – „Октомври и проблемите на съветската музика“ – в сборника „Пътят на съветското изкуство“
- 1969 – „Бела Барток. Живот и изкуство“
- 1970 – „Ленин и музикалната култура“
- 1970 – „Звезди на руската естрада“, второ издание 1973
- 1972 – „Музиката на Бетовен в Съветска Русия“ – в „Бетовен“, кн. 2
- 1973 – „Антимузика под знамето на анархията“ – към критиката на естетическите възгледи на Джон Кейдж
- 1973 – „Животът на Сергей Прокофиев“
- 1974 – „За националното и международното в развитието на съвременните музикални култури“ – в сборника „Социалистическата музикална култура“
- 1974 – „Историята на музиката на народите на СССР“. В пет тома. Том 5, част 1
- 1975 – „В традициите на Гогол и Мусоргски“
- 1981 – „Ханс Айслер, неговото време, неговите песни“
- 1986 – „Настоящият и изминалият век“
- 1987 – „Учете се да слушате музика“